# Luis Guzmán
Luis Guzmán (Cayey, 28 de agosto de 1956) é um ator porto-riquenho, conhecido ao interpretar Gomez Addams na série da Netflix, Wednesday. Ele é um dos favoritos do diretor Steven Soderbergh, no qual atuou em Out of Sight, The Limey e Traffic, e Paul Thomas Anderson, que o escalou para Boogie Nights e Magnólia. Também dublou Ricardo Diaz em Grand Theft Auto: Vice City e Grand Theft Auto: Vice City Stories.

## Biografia
Guzmán nasceu em Cayey, Porto Rico e foi criado na cidade de Nova York em Greenwich Village e arredores East Side. Sua mãe, Rosa, era uma funcionária de hospital, e seu padrasto, Benjamin Cardona, foi um reparador de TV. Após sua graduação na Universidade Americana, ele não começou sua carreira como um ator, mas como assistente social, no entanto, ele como ator e envolveu-se em teatro de rua e filmes independentes.
Guzmán alega ser frequentemente confundido pelo público como intérprete do assasino "Willie Lopez", papel do falecido Rick Aviles no filme Ghost (1990), devido a semelhança entre os dois.

## Vida Pessoal
Guzmán mora em Cabot, Vermont. Ele vive atualmente com sua esposa Angelita Galarza-Guzmán e seus cinco filhos em Sutton, Vermont, onde ele é dono de uma fazenda chamada "Wild Orchid Stables".
Ele endossou o senador Bernie Sanders para presidente nas eleições presidenciais de 2016 nos Estados Unidos.
Em 2018, Guzmán, juntamente com Bernie Williams, estrela do New York Yankees, apareceu em um episódio da 6ª temporada de "Bar Rescue", de Jon Taffer, oferecendo assistência não apenas para a Taverna El Krajo em Loíza, mas também para o centro comunitário da cidade que foi devastada pelo furacão Maria.

## Filmografia

### No cinema
- 1987 - O Milagre veio do Espaço
- 1988 - Crocodilo Dundee II
- 1989 - Negócios de Família
- 1989 - Justiça Corrupta
- 1989 - Chuva Negra
- 1991 - Aprendiz de Feiticeiro
- 1993 - Um Amor de Verdade
- 1993 - O Pagamento Final
- 1993 - Nu em Nova York
- 1993 - Dupla Decepção
- 1994 - Jeito de Cownboy
- 1994 - Amazônia em Chamas
- 1995 - Stonewall
- 1996 - O Substituto
- 1997 - O Bravo
- 1997 - Boogie Nights - Prazer Sem Limites
- 1998 - Olhos de Serpente
- 1998 - Irresistível Paixão
- 1999 - O Estranho
- 1999 - O Colecionador de Ossos
- 1999 - Magnólia
- 2000 - Traffic
- 2000 - Luckytown Blues
- 2001 - Um Policial em Apuros
- 2002 - Tudo Por um Segredo
- 2002 - O Conde de Monte Cristo
- 2002 - Embriagado de Amor
- 2002 - As Aventuras de Pluto Nash
- 2002 - Gangsters Falhados
- 2002 - A Sombra de Um Homem
- 2003 - Tratamento de Choque
- 2003 - O Júri
- 2003 - Débi & Loide 2 - Quando Débi Conheceu Lóide
- 2003 - Confidence - O Golpe Perfeito
- 2004 - Madrugada Muito Louca
- 2004 - Desventuras em Série
- 2005 - Sonhadora
- 2005 - O Pagamento Final: Rumo ao Poder
- 2005 - A Hora do Rango
- 2005 - Nação Fast Food
- 2006 - Escola de Idiotas
- 2007 - Rogue - O Assassino
- 2007 - Maldeamores
- 2007 - Evidências de um Crime
- 2008 - Sim, Senhor
- 2008 - Perdido para Cachorro
- 2008 - Nothing Like the Holidays
- 2009 - Vale Tudo
- 2009 - O Sequestro do Mêtro 123
- 2012 - Journey 2: The Mysterious Island
- 2013 - Família do Bagulho
- 2013 - O Último Desafio
- 2014 - "Sangue na Veia"
- 2014 - Resgate de uma Família
- 2015 - Don Quixote
- 2016 - "Keanu"
- 2016 - "Zerando a Vida"
- 2017 - Sandy Wexler
- 2017 - Literally, Right Before Aaron
- 2018 - 9/11
- 2018 - "The Padre"

### Na televisão
- 1984 - Miami Vice
- 1993 - NYPD Blue
- 1998 - Early Edition
- 1997 - Pronto
- 1998 - Oz
- 2011 - Community
- 2015 - Narcos
- 2015 - Code Black
- 2016 - Roadies
- 2022 - Wednesday